# Ciliatovelutina
Ciliatovelutina is een geslacht van weekdieren uit de klasse van de Gastropoda (slakken).

## Soorten
- Ciliatovelutina capillata (Derjugin, 1950)
- Ciliatovelutina lanata (Derjugin, 1950)
- Ciliatovelutina lanigera (Møller, 1842)
- Ciliatovelutina nana (Derjugin, 1950)